# Woodbury (Vermont)
Woodbury – miasto w Stanach Zjednoczonych, w stanie Vermont, w hrabstwie Washington.